# 国軍の日
国軍の日（こくぐんのひ、국군의 날）は、韓国の記念日で10月1日に祝う。それまであった軍の記念日を1956年に統合し1976年に祝日に定められた。

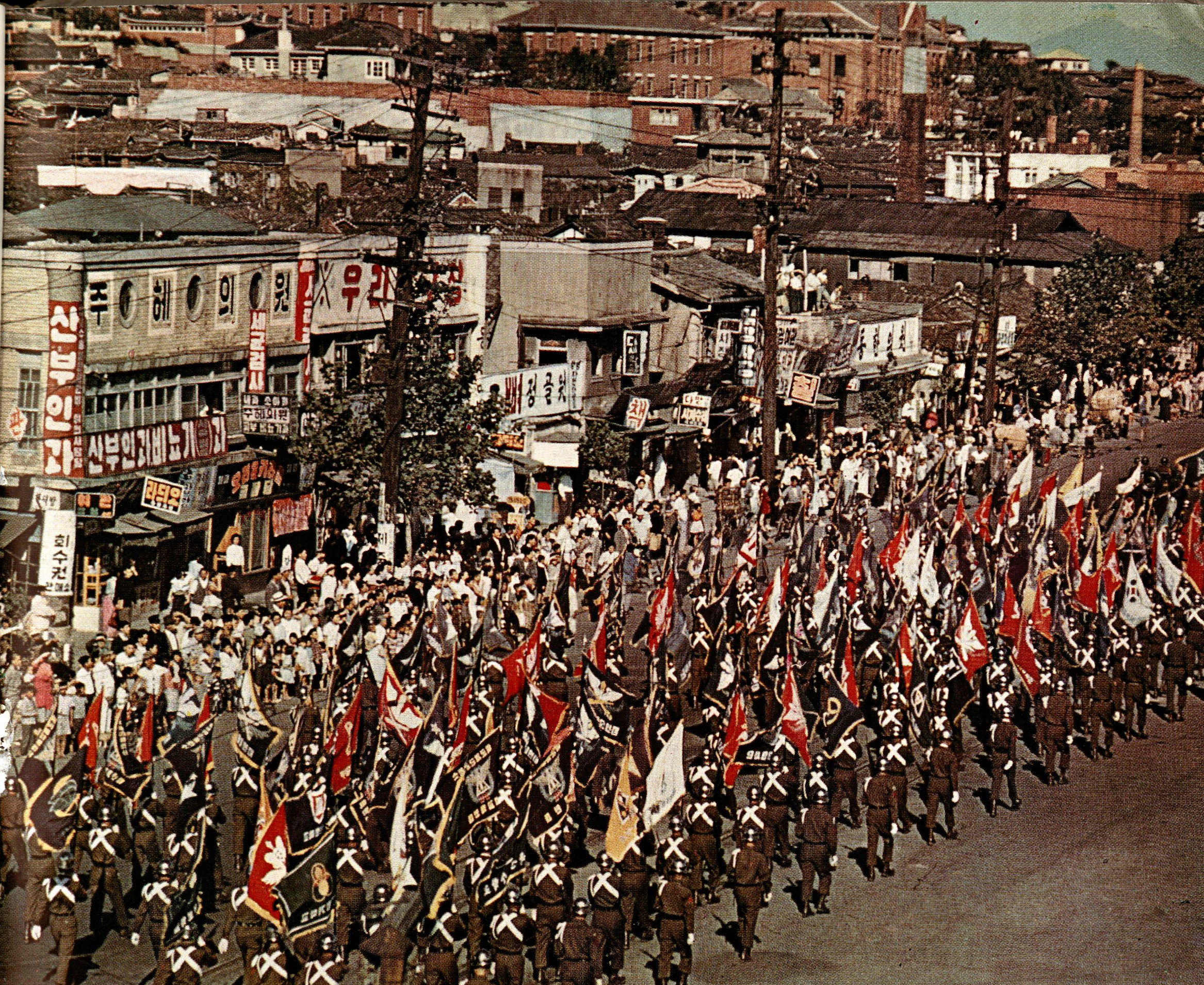
国軍の日 1962-10-01.

1950年10月1日は、朝鮮戦争初期において北朝鮮軍に圧倒されてきた韓国軍が反撃しながら北へと前進し、ついに38度線を突破するターニングポイントが起きた日である。この日を祝福する記念式典は毎年行われるが、5年ごとの節目は閲兵式と街頭行進など戦意を高める大規模なイベントが慣例となっていた。しかし、2019年の70周年記念式典では、北朝鮮への刺激を避けたいとする文在寅大統領の意向から、特に規模を縮小して行われた。

## 経緯
- 1950年10月1日 朝鮮戦争時、東部戦線において第3歩兵師団第23歩兵連隊が38度線を突破し北進を果たす
- 1956年9月21日 三軍記念日を統合して10月1日を国軍の日に関する規定（大統領令）によって国軍の日に制定
- 1973年3月30日 国軍の日に関する規定を廃止し、各種記念日などに関する規定を制定
- 1976年9月3日 各種記念日などに関する規定により除外
- 1982年5月15日 各種記念日などに関する規定により再制定
- 1990年11月5日 祝日より除外。法定記念日に変わった。

統合前の軍別記念日は、陸軍が10月2日、海軍と空軍が10月1日だった。

## 日本国内の式典
毎年、韓国大使館（南官杓大使）の主催で、日本の政財官の要人と各国の駐日武官を招いて、国慶日・国軍の日記念行事を開く。2019年の記念行事の例では、10月3日にホテルニューオータニで開催。日本側の閣僚級は、前外務大臣であった河野太郎防衛大臣が出席したものの茂木敏充外務大臣は出席を見送った。